# Berlin (óceánjáró)
A Berlin a Norddeutscher Lloyd (NDL) hajótársaság egyik utasszállítóhajója volt, mely 1909 és 1914 között a New York–Nápoly–Genova útvonalon teljesített szolgálatot. Az első világháború kitörésekor katonai szolgálatba állították és aknarakó segédcirkálóvá alakították át. 1914 októberében Írországtól északra aknazárt telepített, amin két kereskedelmi hajó és egy modern brit csatahajó, az Audacious elsüllyedt. Az aknatelepítést követően a Jeges-tengeren és a Norvég-tengeren folytatott kereskedelmi háborúja nem járt sikerrel, ami után üzemanyaghiány miatt a norvégiai Trondheimben kikötve internáltatta magát.
A háború után a hajót Nagy-Britannia kapta meg háborús jóvátétel címén és Arabic névvel a White Star Line hajótársasághoz került. A hajót pályafutásának vége felé ideiglenesen a belga Red Star Line is üzemeltette egy rövid ideig ugyanezen a néven. 1930 decembere után bontották le Genovában.

## Az NDL óceánjárójaként
A Berlint 1909-ben az AG Weser brémai hajógyárában építették meg a Norddeutscher Lloyd részére. A hajó két kéménnyel és két árbóccal rendelkezett, szolgálati sebessége 17,5 csomó volt. Az első osztályon 266, a másodosztályon 246, a harmadosztályon 2700 utasnak volt hely a fedélzetén. Az elkészült hajótestét 1908. november 7-én bocsátották vízre, majd ezt követően 1909. április 2-án fejezték be az építését.
Az első útjára 1909. május 1-én indult el Bremerhavenből New Yorkba. Már két héttel később, május 15-én el is hagyta az amerikai várost Nápolyba és Genovába tartva. A két eredetileg kelet-ázsiai forgalomba szánt óceánjáróval, a König Alberttel és a Prinzess Irenével, valamint a Barbarossa-osztály más egységeivel együtt 1909 és 1914 között az Egyesült Államok és a Földközi-tenger közötti útvonalat járta. 1914. május 14-én utolsó alkalommal hajózott ki Genovából az NDL hajójaként és Nápoly érintésével New Yorkba érkezett, majd innen május 14-én továbbindulva június 4-én érkezett haza Bremerhavenbe. 1914. július 18-án teljesítette az utolsó útját az NDL számára.

## Háborús alkalmazása

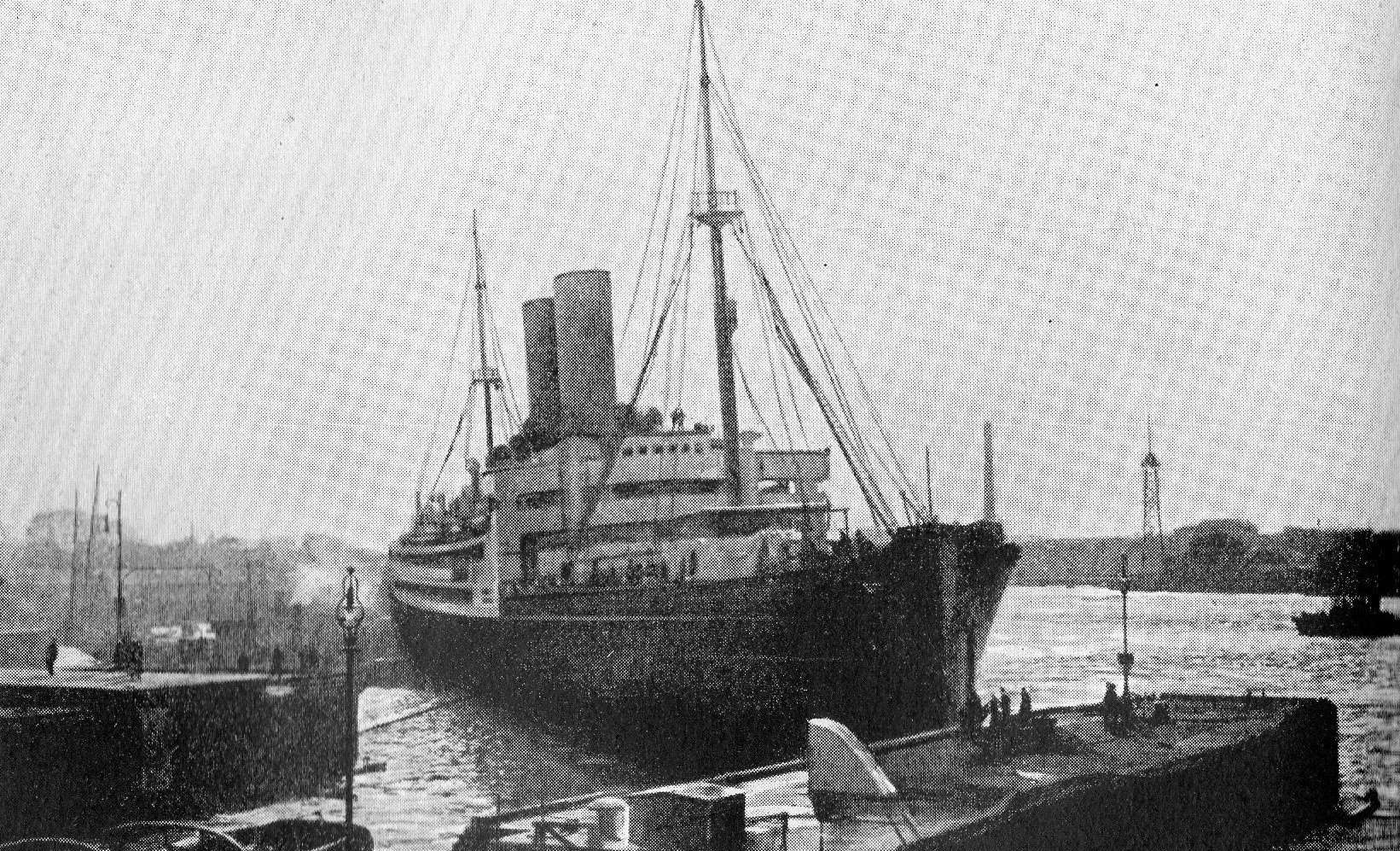
A Berlin segédcirkálóként felszerelve

Az első világháború kitörése után 1914. szeptember 18-án a Berlint lefoglalta a Császári Haditengerészet és Hilfskreuzer C megjelöléssel átépítették segédcirkálóvá. A tüzérsége hat 10,5 cm-es és négy 3,7 cm-es űrméretű lövegből állt, felszerelték továbbá aknatelepítéshez szükséges sínekkel. A fedélzetén szénraktáraihoz 24 lyukat vágtak, hogy ezzel is megkönnyítsék számára a nyílt tengeren való szénvételezést. Parancsnoka Hans Pfundheller sorhajókapitány lett, aki korábban a Danzig könnyűcirkálón szolgált parancsnoki beosztásban.

### Aknatelepítő hadművelet
A segédcirkáló 1914. szeptember 21-én futott ki Bremerhavenből első bevetésére, melynek során a Glasgow-ba vezető hajóútvonalat kellett elaknásítania, majd utána kereskedelmi háborút kellett folytatnia. Pfundheller a brit blokádon való áttörést lehetetlenné tevő holdfényes éjszakák miatt már szeptember 22-én visszafordulni kényszerült.
Második alkalommal 1914. október 16-án indult útnak Wilhelmshavenből a 200 aknával a fedélzetén. Ezúttal az Allan Line hajótársaság Calgarian utasszállítójának álcázva és ugyanazokkal az utasításokkal futott ki, mint szeptemberben: a skóciai Clyde folyótorkolatát kellett elaknásítania és ezt követően Izland és Arhangelszk között kereskedelmi háborút folytatnia.
A Berlin északnak kifutva a Shetland-Bergen vonal elérése után nyugatnak fordult, és a Shetland-Izland vonalhoz érve október 19-én este kijutott az Atlanti-óceánra. Az Északi-tengeren a német tengeralattjárók tevékenysége miatt a britek ekkoriban kivonták a hadihajóik nagy részét a blokádból, így kedvező volt az időpontválasztás, de Shetlandtól északra már rendesen cirkáltak a hajóik, így itt a németek nagy szerencsével jutottak át az óceánra. Másnap a nyugati hosszúság 20. fokához érve 16:00-kor déli irányra állt, hogy Írország felé vegye az irányt az esős időjárás védelmében. Október 21-én alábbhagyott a szél és időnként kitisztult az idő. Október 22-én 13:00 körül került a Tory sziget magasságába, ahol keletnek kanyarodva az ír partok felé haladt tovább. 16:00-kor, 300 tmf-re nyugatra a szigettől ért arra a pontra, ahonnan az Ír-tengerre vivő irányra kellett állnia.
Minél közelebb ért a segédcirkáló az ír partokhoz, annál erősebben fogta a környéken lévő brit hadihajók rádióforgalmának jeleit. A Berlin két hajóraj rádiójeleit vélte fogni, az egyik helyzetét a Hebridáktól nyugatra tette, a másikét az Északi-csatornába. Az előbbi a Fannan-szigettől nyugatra járőröző 2. cirkálóraj volt, míg az utóbbi az Albemarle és Exmouth csatahajók voltak, melyek Stanton Banks homokpad előtt járőröztek. Ezen kívül az Isis cirkáló a Tory szigettől nyugatra járőrözött, de ez az egység sem került 30 tmf-nél közelebb a Berlinhez.

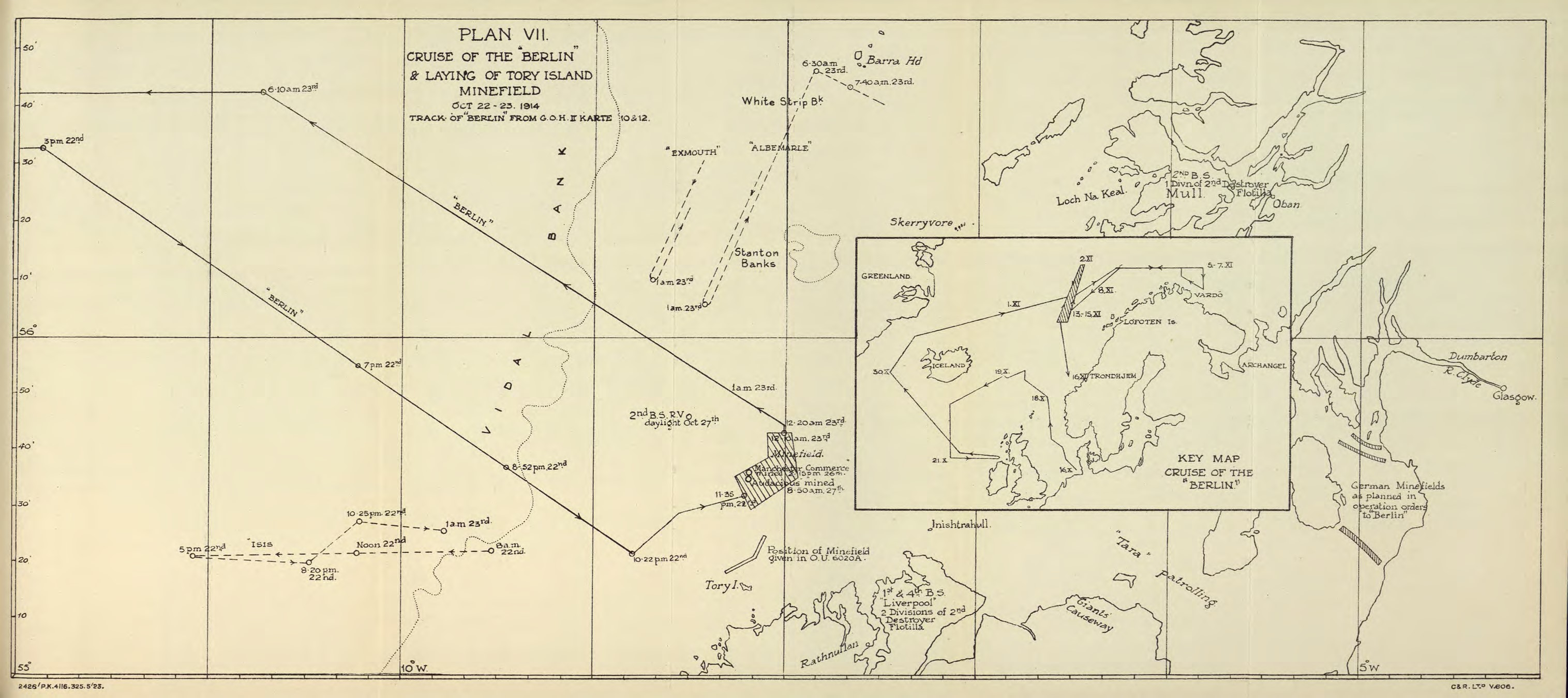
A Berlin útja (kis térkép) és aknatelepítő hadművelete (nagy térkép) – összehasonlításul: Német vázlat (Karte 12).

Pfundheller így azt tapasztalhatta, hogy a parancsaiban felvázoltakkal szemben az Északi-csatornát erős járőrözéssel védik. Ilyen körülmények között szinte lehetetlennek ítélte a feladatának szó szerinti végrehajtását, de ennek ellenére október 22-én délután teljes sebességével, 17 csomóval indult meg az ír partok irányába. A világítótornyok azonban el voltak sötétítve és a Berlin emiatt 23:00 után kis híján zátonyra futott, amit csak gyors (45°-os) kanyarodással tudott elkerülni, mikor a jobbján szerencséjére felvillant az egyik világítótorony és ebből rájöttek, hogy túl közel kerültek már a partokhoz. A délkeleti irányról így északkeletire állva éjfél körül a Tory-szigethez értek, de ez a sziget is el volt sötétítve.
Pfundheller úgy döntött, hogy végleg feladja az Északi-csatornába való behatolás tervét a navigációs nehézségek miatt, és minél előbb telepíti az aknákat. A Tory-szigettől északra lévő vizek ehhez megfelelőnek tűntek számára, mivel a Glasgow-ba vezető fő útvonal is áthaladt itt. 23:35-kor (00:35 KEI) láttak hozzá az aknák telepítésének és 00:10-re (01:10 KEI) létrehozták az aknazárt, melyben minden akna hatástalanítószerkezettel volt ellátva, hogy amennyiben a rögzítéséből kiszabadult volna valamelyik, úgy elsodródva ne okozhasson kárt a célterületen kívül. A zár 10 tmf (19 km) hosszúságú volt és az egymástól közel 100 méterre lévő aknák két méter mélységre voltak beállítva. Ezeket előbb kelet-északkeleti irányban telepítették, majd a másik részüket északkeleti irányba, hogy ezzel is megnehezítsék a felszedésüket.
A brit flotta nagy része az aknatelepítés helyszínétől mindössze 30 tengeri mérföldre délre, a Lough Swilly öbölben horgonyzott, de a Berlin ennek ellenére zavartalanul tevékenykedhetett, mivel a biztosító rombolók csak az öblön belül járőröztek. Hajnalban esőfüggöny leplezte a Berlin visszavonulását az Izland és Grönland közötti vizekre. Távozáskor épp a délnek hajózó két régi csatahajó felé tartott merőlegesen, de mikor már csak 15 tmf volt a távolság, a két egymástól 10 tmf távolságot tartó csatahajó 180 fokkal megfordult a járőrvonalon és eltávolodtak a segédcirkálótól.
Elsőként október 26-án 14:15-kor a Manchesterből Québecbe tartó Manchester Commerce postahajó (5363 BRT) ütközött itt aknának. Az akna leszakította a hajó orrát, ami után az hét perc alatt elmerült. Elsüllyedésekor 14 fő veszítette életét. Az éjszaka folyamán egy Cardiff nevű halászhajó is elsüllyedt az aknazáron. A kies vidéken a partmenti riasztólánc nem volt még megfelelően kiépítve, ezért az információ a Manchester Commerce elsüllyedéséről csak jelentős késéssel jutott el a brit flotta parancsnokához, John Jellicoe-hoz, aki már nem tudta időben kiadni a riasztást a veszély miatt.
Az Audacious aknára futása

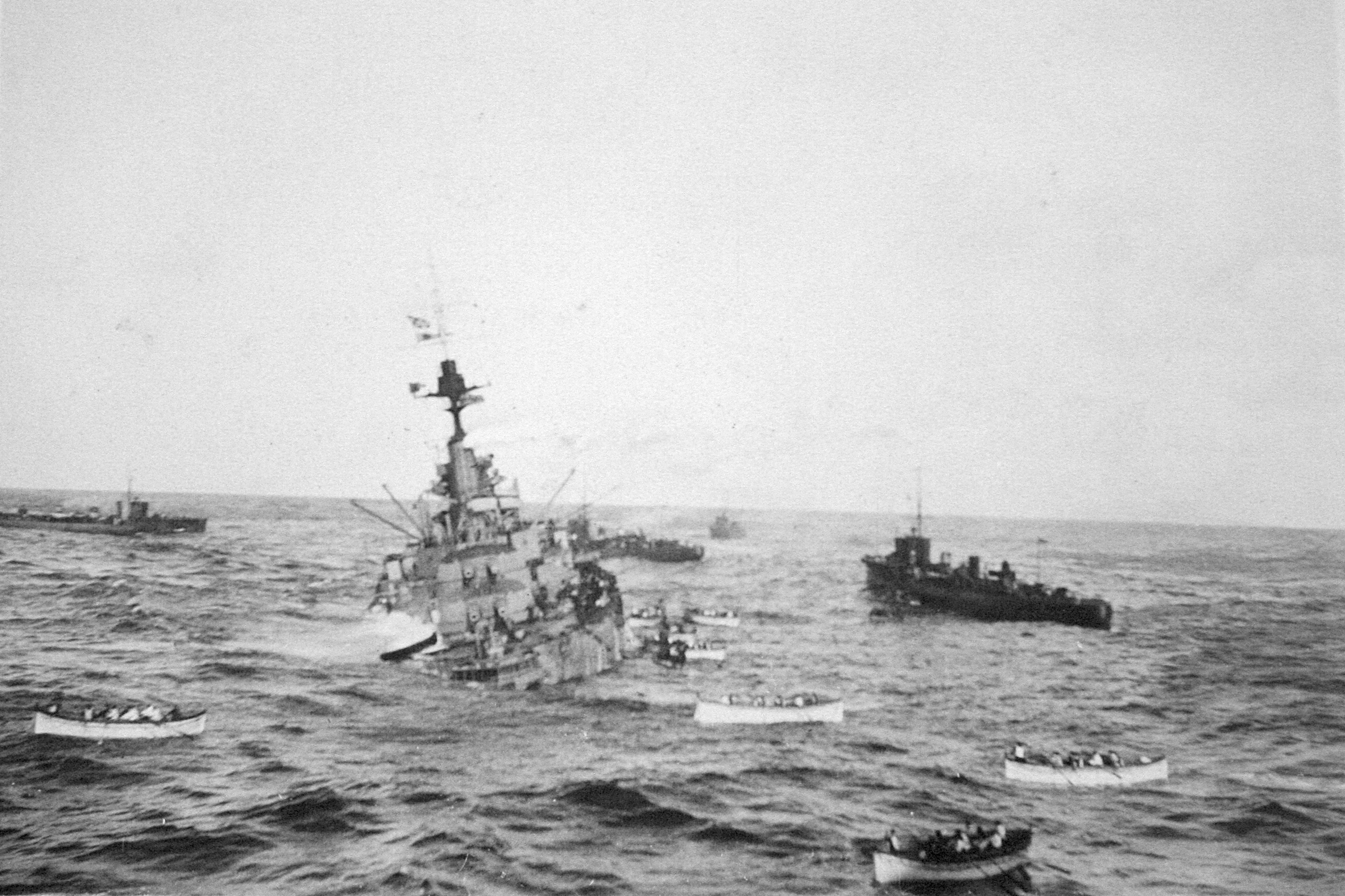
A süllyedőben lévő Audacious az Olympic óceánjáróról fényképezve

Azon az éjjel, mikor a Berlin az aknákat telepítette, az északír Lough Swilly öbelben az 1. és a 4. csatahajóraj, a nyugatskóciai Loch na Kealben a 2. csatahajóraj állomásozott és mindegyik rajnál karbantartást végeztek. Loch na Kealből a 2. csatahajóraj október 26-án 17:00 körül futott ki délnyugatnak, hogy a Tory-szigettől 30 tmf-re északra tüzérségi gyakorlaton vegyen részt. A céltárgyak vontatását végző vontatók a Liverpool könnyűcirkáló kíséretében Lough Swilly-ből futottak ki északnak és áthaladtak az aknazáron, de az egymástól mintegy 100 méterre lévő aknák között sértetlenül siklottak át és nem is észlelték őket. 
A két csoport 06:50-kor találkozott, majd a gyakorlathoz rendeződve az Ír-sziget legészakibb pontja, a Malin Head felé vették az irányt. A raj gyanútlanul az aknazáron keresztül haladt át és a sorban harmadikként haladó Audacious (super-dreadnought) csatahajó egy kisebb kanyarodó manőver közben a bal oldalán aknatalálatot szenvedett el 08:50-kor, egy mérföldnyire attól a helytől, ahol előző nap a Manchester Commerce is aknára futott. Lásd: Német vázlat (Karte 12).
A csatahajót többször megpróbálták vontába venni, de annak tatja lassan de biztosan a víz alá került. A teljes legénységét sikerült kimenteni, az épp arra járó és a vontatással megpróbálkozó Olympic óceánjáró (a Titanic egyik testvérhajója) vette fedélzetére a tengerészeit, miközben sértetlenül haladt át az aknazáron. A csatahajó 12 órán át tartó küzdelem után este 22:00 körül – egy lőszerraktár-robbanás kíséretében – elsüllyedt.
A brit admiralitás minden eszközzel igyekezett a csatahajó elvesztését titokban tartani, mivel nem kívánta, hogy a német flotta ezen is felbátorodva támadólag lépjen fel a flandriai partokon ekkor zajló szárazföldi harcok megsegítésére, másrészt azt sem akarta, hogy a törököket egy újabb német győzelmi hír a központi hatalmak oldalán való hadbalépésre sarkalja. Az Audacious elsüllyedése egészen november 19-ig titokban maradt a németek előtt. A britek is csak 1915 elején tudták meg, hogy az aknazárt a Berlin segédcirkáló telepítette. John Jellicoe tengernagyra, a brit főerőket tömörítő Nagy Flotta (Grand Fleet) parancsnokára olyan nagy hatással volt az Audacious elvesztése, hogy a flandriai partoknál esetlegesen bevetésre kerülő német flotta ellen tervezett áthajózásától az Északi-tengerre eltekintett. A segédcirkáló által telepített aknazárt egészen 1917 őszéig nem számolták fel.

### Sikertelen kereskedelmi háború
A Berlin október 30-án érte el Izland és Grönland között a Jeges-tengert. Eddigre eltávolították az aknatelepítéshez használt összes felszerelését és elvégezték a kazánok karbantartó munkálatait, így teljes mértékben harckésszé tették. Ezután az Izlandtól északnyugatra és délre lévő vizeken a brit és francia halászhajókat kellett volna feltartóztatnia. A területen a britek a háború kitörésekor a fellelt német halászhajókat már elsüllyesztették és a németek értesülései szerint csak egy régi francia hadihajó járőrözött a térségben. A Berlin ideérkezésekor azonban olyan rossz volt az időjárás, hogy Pfundheller napokig nem számíthatott sikerre, ezért áthajózott az Angliát Arhangelszkkel összekötő útvonalra. Habár október végére a jegesedés miatt ezen az útvonalon általában már nem közlekedtek hajók, az utóbbi időben mégis élénk volt a forgalom. A német értesülések szerint szeptember 15-én Genovából három fegyvertelen orosz kereskedelmi hajó futott ki 4000 orosz állampolgárral a fedélzetén és Arhangelszk volt az úticélja, továbbá egy 500 000 frank értékű hadianyagszállítmány indult útnak Le Havre-ból Liverpool érintésével szintén Arhangelszkbe, amiket el lehetett volna fognia. Emiatt Pfundheller nagy sebességgel a norvég-orosz határ felé vette az irányt. A szénfogyasztás azonban a vártnál jóval nagyobb volt és magas maradt a sebesség mérséklése ellenére is.
Pfundheller ezért eredeti terveivel szemben nem érintette a Lofoten szigetcsoportot, hanem egyenesen az Északi-fok felé vette az irányt.
A norddeichi rádióadó ezen új célpontokat meghatározó üzenetének érdekessége, hogy ez volt az első olyan üzenet, amit a britek a Magdeburg cirkálóról megszerzett kódkönyvek felhasználásával fel tudtak törni. A Drake páncélos cirkáló és a Mantua segédcirkáló azonban épp aznap, október 28-án Arhangelszkből tért vissza Liverpoolba, és rajtuk kívül a briteknek nem volt más hadihajójuk az északi vizeken, amiket bevethettek volna a Berlin elfogására.

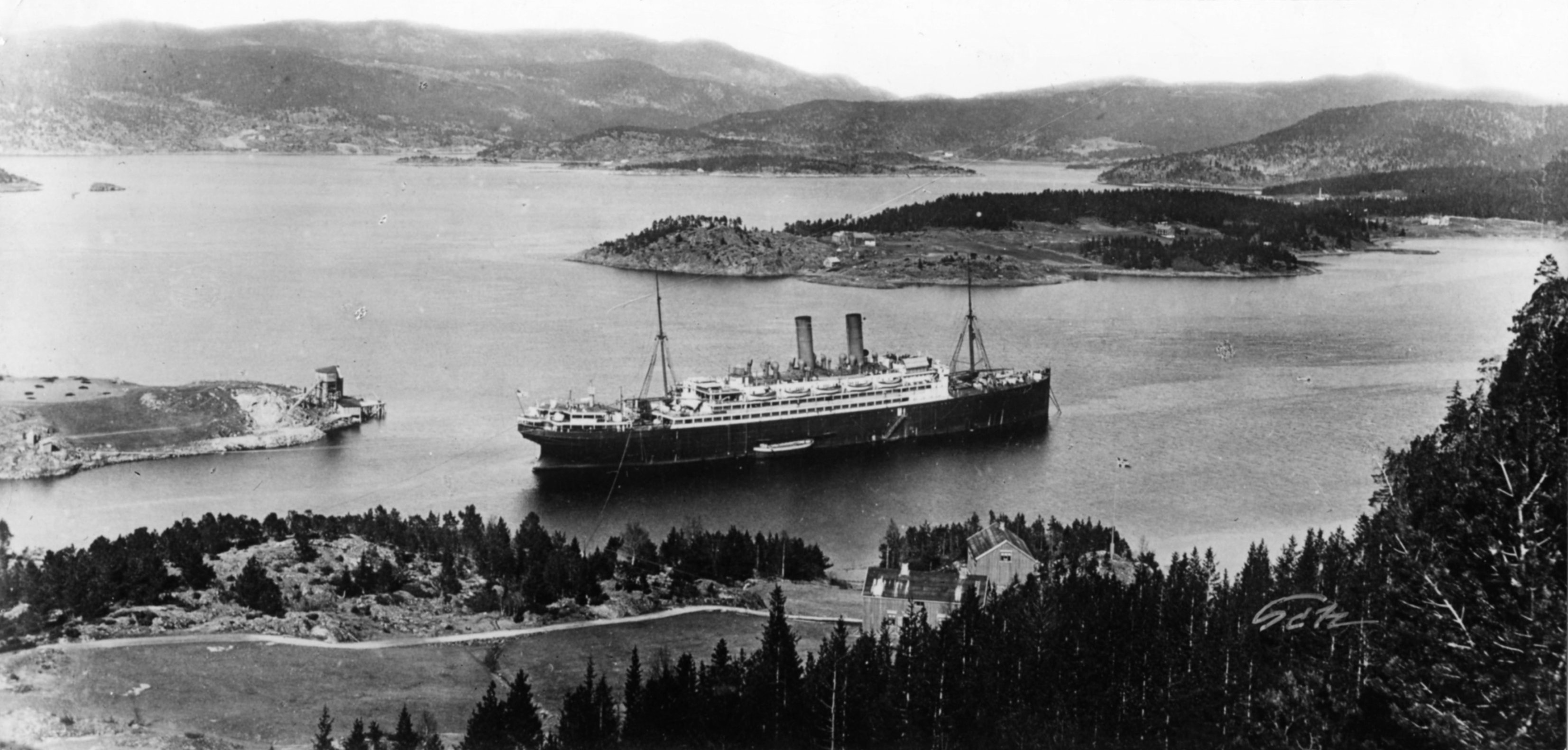
A Berlin a Lofjordban

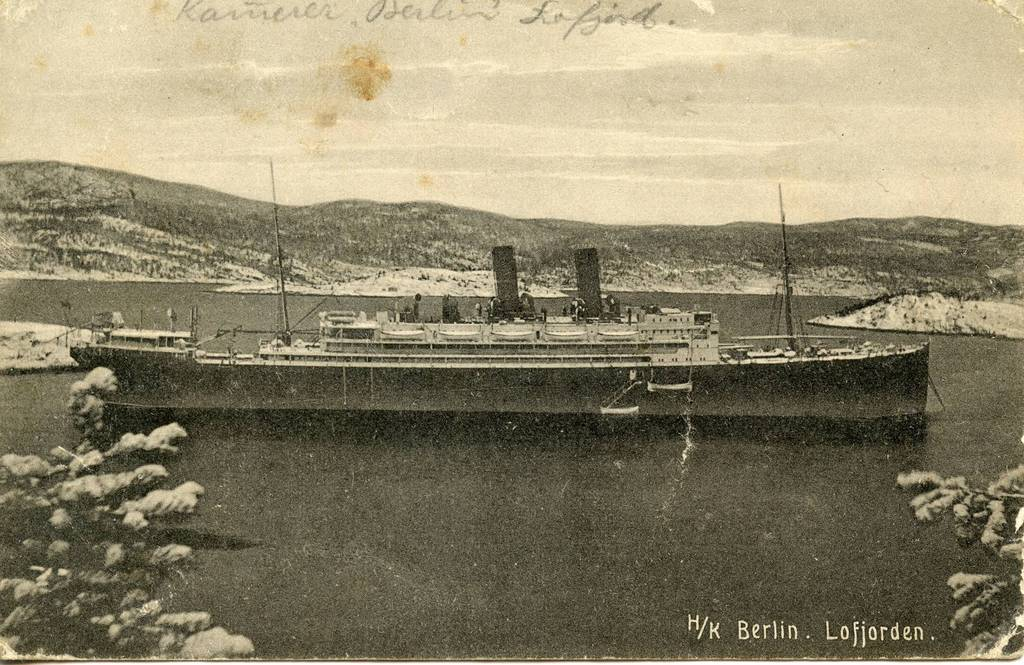
A Berlin egy internálásból küldött képeslapon

A Berlin aholdfényes éjszakák miatt először csak november 7-én merészkedett a partok közelébe Vardø szigeténél és 23:00 körül pillantotta meg az első erre járó gőzhajót. A segédcirkáló az észlelt gőzös és a szárazföld közé igyekezett beékelődni, de hamarosan egy alacsonyabb építésű jármű jelent meg a célpont közelében és mellette megállva fényjelzéseket váltott vele. A Berlinen elképzelhetőnek tartották, hogy egy brit cirkáló ellenőrizhette a járművet, ami téves feltételezés volt, mivel a jármű valójában nem brit volt. Mivel a Berlin nem volt felszerelve éjszakai célzóberendezésekkel és páncéltörő lövedékekkel, Pfundheller a kitérés mellett döntött, amit a hirtelen meginduló hóesés segített elő.
Mivel a jelenléte immár kitudódhatott ebben a térségben, a segédcirkáló délnek hajózott, hogy a Lofotentől délre próbáljon szerencsét. Az erős viharok azonban jelentős üzemanyagfogyasztással jártak és emiatt november 11-én fel kellett hagynia ezzel a szándékkal. Ilyen időjárási körülmények mellett nem lehetett kereskedelmi háborút folytatni, mivel a csónakokat sem lehetett leengedni a hajók ellenőrzéséhez. A Berlin üzemanyagfelhasználása a mindössze 10 csomós sebesség ellenére is magas volt és a kiürülő szénraktárai miatt a viharos tengeren erősen hánykolódott. A szénkészlet még épp elég lett volna a hazatéréshez, de amennyiben ellenséges hajókkal találkozott volna és így kitérésre kényszerül, úgy nem lett volna már elég a másodszori próbálkozáshoz. Ugyanakkor a norddeichi rádióadó jelentése és a saját észlelések alapján is erős volt ekkor a brit hajók jelenléte a norvég partok közelében. Ez szintén téves megállapítás volt, mivel a Lofotentől délre valójában nem járőröztek ekkor brit hadihajók. Pfundheller az információi miatt november 15-én úgy döntött, hogy a parancsaiban az ilyen esetre foglaltaknak megfelelően egy norvég kikötőt keres fel és internáltatja a hajóját. Ehhez november 17-én 09:00-kor horgonyt vetett a Trondheim előtti réven.
A norvégok közölték Pfundhellerrel, hogy 24 órán belül el kell hagynia a kikötőt, avagy ha a károk kijavításához több időre lenne szüksége, akkor egy szakértői csoportot kell a fedélzetre engednie az azok elhárításához szükséges idő megállapításához. Pfundheller elutasította a felkínált lehetőséget és a kazánok vizsgálata nélkül kérte a hajója lefegyverzését. A Berlin tisztikara nem írta alá azt a felkínált nyilatkozatot, miszerint becsület szavukat adják ahhoz, hogy engedély nélkül nem hagyják el az országot. A hajó és legénysége ezt követően egészen a háború végéig internálva maradt. Előbb a Hommelvik melletti Hommelvika-öbölben, a Stjørdalsfjord déli részén, a Trondheim-fjord egyik keleti kifutásában, később a Lofjordban horgonyzott.
A britek számára kitudódott, hogy az internált hajó aknarakónak is fel volt szerelve, és az üres szénraktárai alapján tudták, hogy hosszú bevetésen volt túl. Ennek ellenére nem merült fel náluk a gondolat, hogy az északír partok előtti aknazár három héttel korábbi létesítése hozzá fűződhet.
Mikorra a Berlin internáltatta magát, a Császári Haditengerészet segédcirkálóvá átalakított óceánjárói közül már kettőt elveszített: a Cap Trafalgart a Trinidad szigetnél, a Kaiser Wilhelm der Großét pedig Észak-Afrika partjainál. A német hadvezetés felismerése alapján az ilyen nagyméretű és nagy szénfogyasztású óceánjárók helyett praktikusabb volt kevésbé feltűnő, kisebb hajókat segédcirkálóként alkalmazni és ezek némelyike a háború későbbi szakaszában jelentős eredményeket volt képes felmutatni (lásd Wolf, Möwe).

## Idegen zászló alatt

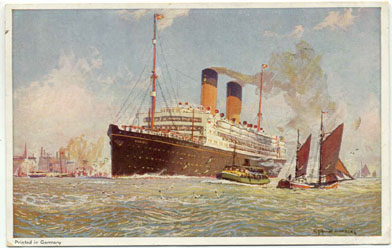
Az egykori Berlin a White Star Line Arabic-jaként

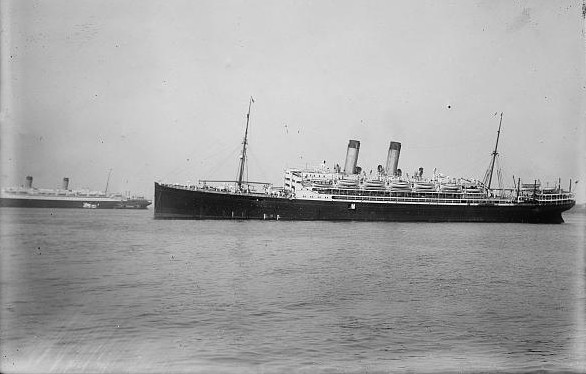
Az Arabic háttérben a White Star Line egy másik német építésű utasszállítójával, a Homeric-kel

A Berlin a háború után 1919 júniusában előbb Bremerhavenbe tért vissza, de 1919. december 13-án Nagy-Britannia kapta meg hadizsákmányként. Először a Peninsular and Oriental Steam Navigation Company (P. & O.) hajótársasághoz került, ahol eleinte csapatszállítóként alkalmazták India irányába, majd 1920 novemberében a White Star Line lett az új tulajdonosa. Portsmouth-ban való átépítése révén ez a hajótársaság rendelkezett a legnagyobb férőhellyel bíró óceánjáróval, mivel 3200 utasnak lett rajta hely. A hajó az Arabic nevet kapta, a hajótársaságnak a háborúban elsüllyedt hasonló nevű hajója után. 1921. szeptember 7-én indult első háború utáni útjára Southamptonból Cherbourg érintésével New Yorkba és szeptember 20. után, New York elhagyását követően 1923 októberéig a New York–Boston–Földközi-tenger (Nápoly, Genova) útvonalon teljesített szolgálatot. Ezt követően ismét átépítették, ami után 500 kabinosztályú és 1200 harmadosztályú férőhellyel rendelkezett. 1924. augusztus 16-án új útvonalon, a Hamburg–Southampton–Cherbourg–Halifax–New York közöttin közlekedett. Az utolsó útját 1926. október 11-én kezdte meg ezen az útvonalon, majd a White Star Line minden Hamburgból az Egyesült Államokba irányuló járatát megszüntette. A White Star Line a többi másik brit és amerikai hajótársasághoz hasonlóan eddigre teljesen kiaknázta azt az első világháború utáni években kínálkozó lehetőséget, hogy a német kereskedelmi flotta háborús veszteségei, majd nagy részének elkobzása és korlátozása révén ők bonyolíthatták a Németországból induló utasforgalmat. A német hajótársaságok újbóli megerősödésével azonban a külföldiek nem tudtak lépést tartani.
1926. október 29. és december 27. között az antwerpeni Red Star Line bérelte és az Antwerpen–Cherbourg–Plymouth–New York útvonalon alkalmazta. 1930-ban visszatért a White Star Line flottájának állományába és ismét három osztályú utasszállítóként alkalmazták: 177 kabin-, 319 turista- és 823 harmadosztályú férőhelye lett. Ekkor Liverpoolból indulva Cobh érintésével közlekedett New Yorkba és ötször tette meg az utat. Az utolsó útjára 1930. július 16-án indult el New Yorkból Liverpoolba, majd 1931 decemberében egy genovai cégnek adták el lebontásra.

## Fordítás
- Ez a szócikk részben vagy egészben  a   Berlin (Schiff, 1909) című német Wikipédia-szócikk ezen változatának fordításán alapul.  Az eredeti cikk szerkesztőit annak laptörténete sorolja fel. Ez a jelzés csupán a megfogalmazás eredetét és a szerzői jogokat jelzi, nem szolgál a cikkben szereplő információk forrásmegjelöléseként.

## Kapcsolódó linkek
- Berlin II (1909-1931). (Hozzáférés: 2021. november 28.)
- The Sinking of HMS Audacious 27 October 1914. (Hozzáférés: 2021. november 28.)
- Geheimnis in der Tiefe – Der Mysteriöse Untergang der HMS Audacious. (Hozzáférés: 2021. november 29.) (brit dokumentumfilm német nyelven, 2008)
- The Sinking of the Battleship Audacious. (Hozzáférés: 2021. november 28.) (fenti dokumentumfilm tömörítve, angolul)